# Кабінетський реєстратор
Кабінетський реєстратор — в Російської імперії цивільний чин XIII класу в Табелі про ранги з 1722 року. Був в одному класі з цивільними чинами Провінціального секретаря та Сенатського реєстратора. Відповідав військовим чинам підпоручик піхоти (1730–1884), прапорщик піхоти (1884–1917), секунд-поручник артилерії (1722–1796), гардемарин флоту (1860–1882). 
Кабінетський реєстратор був вище за рангом ніж колезький реєстратор, але нижче ніж губернський секретар. 
Цей, як й інші чини Російської імперії, припинив існування в 1917 році.

## Відзнаки чину
Відзнаки свого чину колезькі секретарі носили на петлицях чи погонах з однім просвітом, де було розміщено по одній зірочці. Також на петлицях розміщувалися арматура (емблема) відомства, до якого відносився чиновник.